# North American Car of the Year
Il North American Car of the Year è un riconoscimento in ambito automobilistico attribuito ogni anno a gennaio durante il Salone dell'automobile di Detroit (NAIAS) a Detroit dal 1994, come versione locale del premio European Car of the Year.
La giuria è composta da non più di 60 giornalisti provenienti da mondo automobilistico.
Nelle prime 23 edizioni, venivano premiati due veicoli: un'autovettura e un veicolo Truck/Utility. Dal 2017 la Utility diventa una categoria separata e nello stesso anno il vincitore di tale categoria è stata la Chrysler Pacifica.

## I modelli premiati
| Anno | Vincitore categoria Car                                | Vincitore categoria Truck     | Vincitore categoria Utility |
| ---- | ------------------------------------------------------ | ----------------------------- | --------------------------- |
| 1994 | Mercedes-Benz Classe C                                 | Dodge Ram                     | nessuno                     |
| 1995 | Chrysler Cirrus/Plymouth Breeze/Dodge Stratus          | Chevrolet Blazer              | nessuno                     |
| 1996 | Plymouth Voyager/Dodge Caravan/Chrysler Town & Country | Ford F-150                    | nessuno                     |
| 1997 | Mercedes-Benz Classe SLK                               | Ford Expedition               | nessuno                     |
| 1998 | Chevrolet Corvette C5                                  | Mercedes-Benz Classe M        | nessuno                     |
| 1999 | Chrysler 300M                                          | Jeep Grand Cherokee           | nessuno                     |
| 2000 | Ford Focus                                             | Nissan Xterra                 | nessuno                     |
| 2001 | Chrysler PT Cruiser                                    | Acura MDX                     | nessuno                     |
| 2002 | Ford Thunderbird                                       | Chevrolet TrailBlazer         | nessuno                     |
| 2003 | Mini Cooper                                            | Volvo XC90                    | nessuno                     |
| 2004 | Toyota Prius                                           | Ford F-150                    | nessuno                     |
| 2005 | Chrysler 300C                                          | Ford Escape Hybrid            | nessuno                     |
| 2006 | Honda Civic                                            | Honda Ridgeline               | nessuno                     |
| 2007 | Saturn Aura                                            | Chevrolet Silverado           | nessuno                     |
| 2008 | Chevrolet Malibu                                       | Mazda CX-9                    | nessuno                     |
| 2009 | Hyundai Genesis                                        | Ford F-150                    | nessuno                     |
| 2010 | Ford Fusion Hybrid                                     | Ford Transit Connect          | nessuno                     |
| 2011 | Chevrolet Volt                                         | Ford Explorer                 | nessuno                     |
| 2012 | Hyundai Elantra                                        | Land Rover Range Rover Evoque | nessuno                     |
| 2013 | Cadillac ATS                                           | Ram 1500                      | nessuno                     |
| 2014 | Chevrolet Corvette C7 Stingray                         | Chevrolet Silverado           | nessuno                     |
| 2015 | Volkswagen Golf VII                                    | Ford F-150                    | nessuno                     |
| 2016 | Honda Civic                                            | Volvo XC90                    | nessuno                     |
| 2017 | Chevrolet Bolt                                         | Honda Ridgeline               | Chrysler Pacifica           |
| 2018 | Honda Accord                                           | Lincoln Navigator             | Volvo XC60                  |
| 2019 | Genesis G70                                            | Ram 1500                      | Hyundai Kona                |
| 2020 | Chevrolet Corvette C8                                  | Kia Telluride                 | Jeep Gladiator              |
| 2021 | Hyundai Elantra                                        | Ford Mustang Mach-E           | Ford F-150                  |
| 2022 | Honda Civic XI                                         | Ford Bronco                   | Ford Maverick               |
| 2023 | Acura Integra                                          | Kia EV6                       | Ford F-150 Lightning        |
| 2024 | Toyota Prius/Prius Prime                               | Ford Super Duty               | Kia EV9                     |